# Rhotana lalage
Rhotana lalage är en insektsart som först beskrevs av Ronald Gordon Fennah 1969.  Rhotana lalage ingår i släktet Rhotana och familjen Derbidae. Inga underarter finns listade i Catalogue of Life.